# Lathys subviridis
Lathys subviridis là một loài nhện trong họ Dictynidae.
Loài này thuộc chi Lathys. Lathys subviridis được J. Denis miêu tả năm 1937.